# Mandriva
Mandriva (poprzednio Mandrakesoft) – francuska firma software'owa, twórca systemu Mandriva Linux (poprzednio Mandrakelinux), członek założyciel Desktop Linux Consortium.
Mandrakesoft został założony w 1998 r. i ma biura w USA i Francji.
W okresie od 27 stycznia 2003 do 30 marca 2004 Mandrakesoft działał pod ochroną ustawy o bankructwie - pomimo wysiłków zmierzających do likwidacji strat i osiągnięcia zysków firma została zmuszona, wskutek serii kwartalnych strat, do wystąpienia o ochronę pod reżimem francuskiego prawa déclaration de cessation de paiement (podobnego do amerykańskiego Chapter 11), co dało jej ochronę przed wierzycielami. Pierwsze zyski od 1999 r. pojawiły się ponownie w kwartale X-XII 2003. Akcje Mandrakesoft są ponownie notowane na francuskiej giełdzie Euronext Marché Libre i amerykańskiej OTC.
24 stycznia 2005 poinformowano, że Mandrakesoft łączy się z brazylijską firmą Conectiva, a 7 kwietnia tego roku o zmianie nazwy z Mandrakesoft na Mandriva i zmianie nazwy dystrybucji z Mandrakelinux na Mandriva Linux. 15 czerwca ogłoszono wykupienie firmy Lycoris, producenta linuksowej dystrybucji Desktop/LX.